# Lene Terp
Lene Terp (15 de abril de 1973) é uma ex-futebolista dinamarquesa que atuava como defensora.

## Carreira
Lene Terp representou a Seleção Dinamarquesa de Futebol Feminino, nas Olimpíadas de 1996. 